# 沙倫 (麻薩諸塞州普查規定居民點)
沙倫（英語：Sharon）是位於美國麻薩諸塞州諾福克縣的一個普查規定居民點。

## 人口
根據2020年美國人口普查的數據，沙倫的面積為7.85平方千米，當中陸地面積為7.75平方千米，而水域面積為0.10平方千米。當地共有人口6184人，而人口密度為每平方千米787.77人。